# Zestaponi (gmina)
Gmina Zestaponi (gruz. ზესტაფონის მუნიციპალიტეტი) – jednostka administracyjna Imeretii w Gruzji. Siedzibą gminy jest miasto Zestaponi. 

## Położenie
Gmina położona jest w centralnej części Imeretii, a jednocześnie w centralnej części Gruzji. 

## Ludność
Na podstawie danych statystycznych z 2024 roku gminę Zestaponi zamieszkuje 52 900 osób. 